# 16 décembre
Pour les articles homonymes, voir Seize-Décembre.
16 novembre 16 janvier
Chronologies thématiques
- Croisades
- Ferroviaires
- Sports
- Disney
- Anarchisme
- Catholicisme

Abréviations / Voir aussi
- (° 1852) = né en 1852
- († 1885) = mort en 1885
- a.s. = calendrier julien
- n.s. = calendrier grégorien
- Calendrier
- Calendrier perpétuel
- Liste de calendriers
- Naissances du jour

Le 16 décembre est le 350e jour de l'année du calendrier grégorien, le 351e en cas d'année bissextile. Il reste 15 jours avant la fin de l'année.
C'était généralement le 26e jour du mois de frimaire dans le calendrier républicain / révolutionnaire français, officiellement dénommé jour du pignon.

## Événements

### VIIIesiècle
- 755 : début de la révolte d'An Lushan en Chine.

### XVesiècle
- 1431 : Henri VI d'Angleterre est sacré roi de France, en la cathédrale Notre-Dame de Paris.

### XVIesiècle
- 1526 : conformément aux clauses de la convention de Vienne (en), la couronne de Hongrie revient au grand-duc d'Autriche Ferdinand Ier.[réf. nécessaire]
- 1598 : victoire sino-coréenne sur la flotte japonaise, fin de la guerre d'Imjin.
- 1600 : mariage royal en secondes noces du roi de France Henri IV, avec Marie de Médicis.

### XVIIesiècle
- 1653 : Oliver Cromwell est nommé lord-protecteur d'Angleterre, d'Écosse et d'Irlande.

### XVIIIesiècle
- 1740 : Frédéric II de Prusse envahit la Silésie.
- 1742 : au cours de la guerre de Succession d'Autriche, une partie importante de l'armée française, assiégée à Prague, réussit à s'enfuir.
- 1758 : naufrage du Ruby aux Açores ; 113 des déportés acadiens et trois membres d'équipage meurent.
- 1761 : fin du siège de Kolberg, pendant la guerre de Sept Ans.
- 1773 : Tea-Party de Boston, en Nouvelle-Angleterre (actuel Massachusetts aux États-Unis d'Amérique).

### XIXesiècle
- 1838 : bataille de Blood River, en Afrique australe, entre les Boers et les Zoulous.
- 1864 : victoire de George Henry Thomas, à la bataille de Nashville, pendant la guerre de Sécession.
- 1880 : les Boers, d'origine néerlandaise et mécontents de l'annexion anglaise, fondent la République sud-africaine du Transvaal.
- 1883 : Amédée Courbet prend Sontay, pendant la guerre franco-chinoise.
- 1891 : au Québec, destitution d'Honoré Mercier.

### XXesiècle
- 1912 : victoire de Pávlos Koundouriótis, à la bataille d'Elli, pendant la première guerre balkanique.
- 1942 : déclenchement de l'Opération Saturne pendant la Seconde Guerre mondiale.
- 1944 : 
  - bombardement du cinéma Rex d'Anvers pendant la Seconde Guerre mondiale.
  - déclenchement de l'opération Wacht am Rhein pendant la Seconde Guerre mondiale.
- 1946 :
  - en France, Léon Blum devient président du Conseil du gouvernement Léon Blum (3).
  - Résolution no 14, du Conseil de sécurité des Nations unies (question procédurale).
- 1949 : à Londres, le Parlement modifie les actes de l'Amérique du Nord britannique, donnant au Canada le pouvoir d'amender sa constitution.
- 1955 : Résolution no 110, du Conseil de sécurité des Nations unies (révision de la Charte des Nations unies).
- 1966 :
  - adoption du pacte international relatif aux droits civils et politiques ;
  - adoption du pacte international relatif aux droits économiques, sociaux et culturels.
- 1969 : à Londres, les Communes abolissent la peine de mort.
- 1971 :
  - lors de la troisième guerre indo-pakistanaise, l'armée indienne occupe Dacca, capitale du Pakistan oriental, les forces pakistanaises déposent les armes, et les Indiens annoncent le cessez-le-feu.
  - Indépendance du Bangladesh, ancien "Pakistan oriental".
- 1989 : début de la révolution roumaine de 1989, à Timișoara en Transylvanie à majorité magyarophone.
- 1990 : en Haïti, le père Jean-Bertrand Aristide remporte l'élection présidentielle.
- 1991 : en Asie centrale, indépendance du Kazakhstan vis-à-vis de l'Union soviétique.
- 1998 : début de l'opération Desert Fox en Irak, qui se terminera trois jours plus tard.

### XXIesiècle

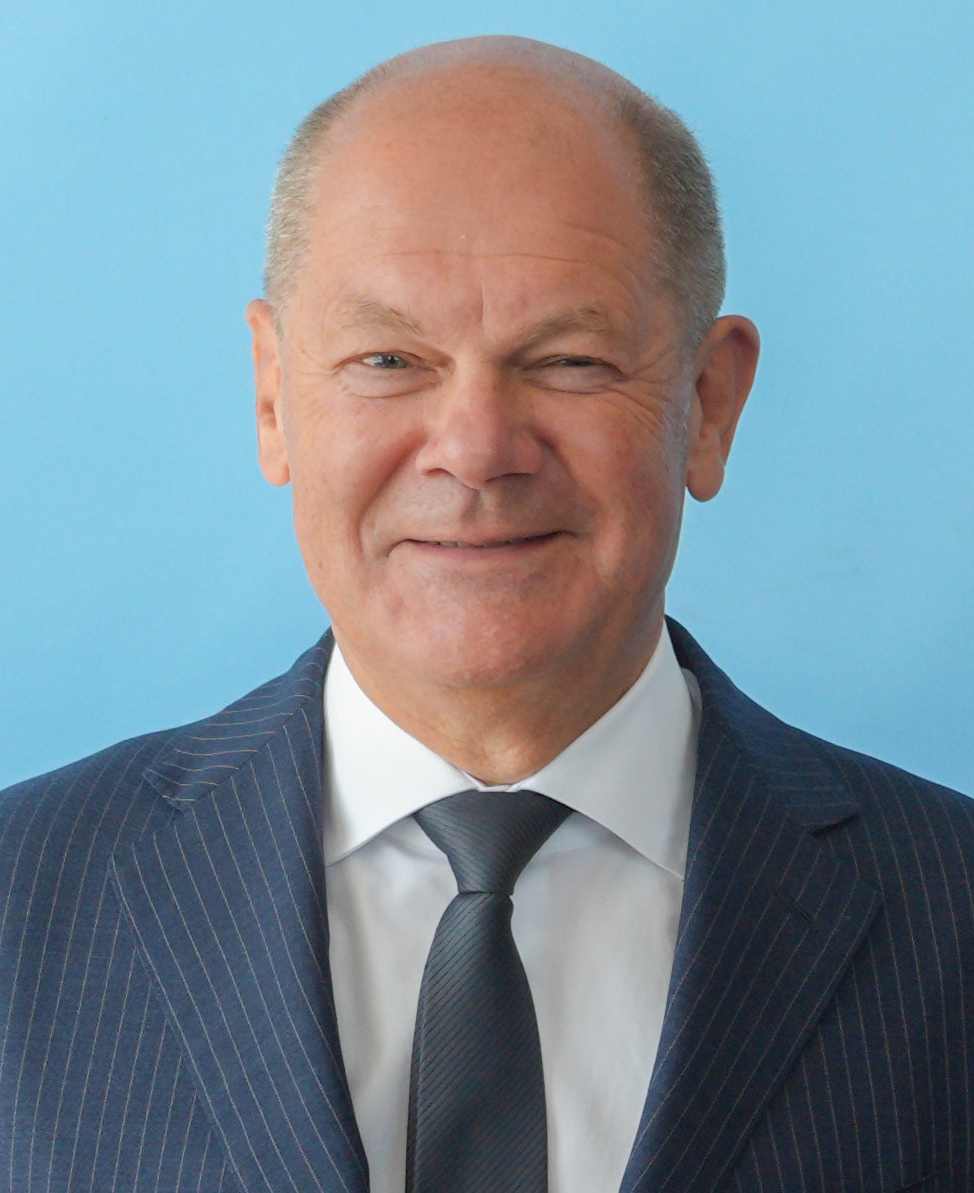
Olaf Scholz en 2024.

- 2008 : création de l'Organisation de coopération spatiale Asie-Pacifique.
- 2014 : massacre de l'école militaire de Peshawar.
- 2024 : en Allemagne, le chancelier Olaf Scholz (photo) perd la confiance des députés, ce qui ouvre la voie à des élections en février.

## Arts, culture et religion
- 1324 : l'encyclopédiste italien Cecco d'Ascoli, condamné par l'Inquisition, est contraint de quitter Bologne.
- 1955 : le chanteur country Carl Perkins compose ce qui deviendra son plus grand succès, et un des plus grands d'Elvis Presley, la chanson Blue Suede Shoes.[réf. nécessaire]
- 1977 : première de La Fièvre du samedi soir / Saturday Night Fever à New York[1].

## Sciences et techniques
- 1582 : l'année n'a pas en France de 16 décembre. Du fait de l'adoption du calendrier grégorien par ce pays, le lendemain du dimanche 9 décembre aura été le lundi 20 décembre directement.
- 1907 : la Grande flotte blanche commence sa circumnavigation.
- 2004 :
  - la sonde Voyager 1 quitte l'héliosphère, elle est la première création humaine à naviguer au-delà de l'une des principales « frontières » du Système solaire.
  - Ouverture à la circulation du viaduc de Millau.
- 2020 : la sonde spatiale chinoise Chang'e 5, lancée le 23 novembre, largue sur Terre une capsule avec des échantillons de sol lunaire, les premiers obtenus depuis Luna 24 en 1976[2].

## Économie et société
- 1631 : éruption du Vésuve.
- 1835 : début d'un grand incendie à New York.
- 1920 : le séisme de 1920 à Haiyuan, de magnitude 8,5 (Richter), tue quelque 240 000 personnes, dans la province de Gansu, en Chine.
- 1946 : grâce à Marcel Boussac, « le roi du tissu », le styliste normand Christian Dior inaugure sa maison de couture, avenue Montaigne à Paris.
- 1992 : casse de la Banque de France de Toulon.
- 2002 : fermeture définitive du centre de Sangatte, en France.
- 2009 : Ben Bernanke, président de la Réserve fédérale américaine, est choisi personnalité de l'année par Time, pour avoir, selon le magazine, sauvé les États-Unis du désastre financier.
- 2012 : affaire du viol collectif de New Delhi.
- 2014 : une attaque contre une école militaire fait une centaine de morts à Peshawar, au Pakistan.

## Naissances

### XVesiècle
- 1485 : Catherine d'Aragon, reine consort d'Angleterre de 1509 à 1533, première épouse du roi Henri VIII d'Angleterre († 7 janvier 1536).

### XVIIIesiècle
- 1769 : Antoine Kosiński, général polonais († 10 mars 1823).
- 1770 (ou 15) : Ludwig van Beethoven, compositeur allemand († 26 mars 1827).
- 1775 :
  - Jane Austen, écrivaine britannique († 18 juillet 1817).
  - François-Adrien Boieldieu, compositeur français († 8 octobre 1834).
- 1790 : Léopold Ier, premier roi des Belges, de 1831 à 1865 († 10 décembre 1865).

### XIXesiècle
- 1831 : Henri-Raymond Casgrain, historien, critique littéraire et homme d'Église québécois († 11 février 1904).
- 1834 : Léon Walras, économiste français († 5 janvier 1910).
- 1847 : Augusta Holmès, compositrice française d'origine irlandaise († 28 janvier 1903).
- 1850 : Gustav Bregenzer, peintre, dessinateur et poète allemand († 4 janvier 1919).
- 1861 : Antonio de La Gandara, peintre français († 30 juin 1917)
- 1872 : Anton Ivanovitch Dénikine (Антон Иванович Деникин), général russe († 8 août 1947).
- 1882 :
  - Julio Camba, écrivain et journaliste espagnol († 28 février 1962).
  - Zoltán Kodály, compositeur et pédagogue hongrois († 6 mars 1967).
- 1883 : Max Linder (Gabriel Leuvielle dit), acteur et cinéaste français († 31 octobre 1925).
- 1888 :
  - Alexandre Ier (Александар I Карађорђевић), roi de Yougoslavie, de 1921 à 1934 († 9 octobre 1934).
  - Alphonse Juin, maréchal de France et académicien français († 27 janvier 1967).
- 1895 : Édouard Filliol, joueur professionnel suisse de hockey sur glace († 19 mars 1955).
- 1899 :
  - Noël Coward, auteur dramatique, acteur, musicien, producteur et réalisateur britannique († 26 mars 1973).
  - Gérard Parizeau, homme d'affaires québécois († 26 janvier 1994).

### XXesiècle
- 1901 : Margaret Mead, anthropologue et ethnologue américaine († 15 novembre 1978).
- 1902 : Rafael Alberti, poète espagnol († 27 octobre 1999).
- 1903 : Hector Harold Whitlock, athlète anglais, champion olympique de marche († 27 décembre 1985).
- 1904 : Jean Serge Berthoumieux, critique musical, violoniste, et librettiste français († 10 décembre 1986).
- 1905 : Piet Hein, poète et scientifique danois († 17 avril 1996).
- 1906 : André Richard, homme d'affaires et homme politique canadien († 13 mai 1993).
- 1907 : Jacques Pâris de Bollardière, général français († 22 février 1986).
- 1908 : Hans Schaffner, homme politique suisse, conseiller fédéral de 1926 à 1969 († 26 novembre 2004).
- 1909 : Hans Suess, chimiste physique et physicien nucléaire autrichien, puis américain († 20 septembre 1993).
- 1910 : Áttila de Carvalho, footballeur brésilien († date inconnue).
- 1911 : Theodore Brett Weston, photographe américain († 22 janvier 1993).
- 1912 : Jacques Mouvet, bobeur belge († date inconnue).
- 1913 : Gueorgui Pavlovitch Ignatiev, diplomate canadien d'origine russe († 10 août 1989).
- 1915 :
  - Georges Barazer de Lannurien, militaire et résistant français († 1er mars 1988).
  - Gueorgui Sviridov (Георгий Васильевич Свиридов), compositeur russe († 5 janvier 1998).
- 1917 : Arthur Charles Clarke, auteur britannique science-fiction († 19 mars 2008).
- 1918 : Pierre Delanoë (Pierre Charles Marcel Napoléon Leroyer dit), parolier français († 27 décembre 2006).
- 1919 : Michel Etcheverry, acteur français († 30 mars 1999).
- 1928 : 
  - Philip Kindred Dick (Philip K. Dick), auteur américain de science-fiction († 2 mars 1982).
  - Friedrich Wilhelm Schnitzler, politique et manager († 15 juillet 2011).
- 1929 : Jean-Charles Thomas, évêque catholique français, évêque émérite de Versailles depuis 2001.
- 1930 : le grand Kallé (Joseph Athanase Kabasele Tshamala dit), musicien congolais (R.D.C.), chanteur et chef de groupe considéré comme le père de la musique congolaise moderne, chantre de la rumba congolaise honorée par l'UNESCO († 11 février 1983).
- 1931 : Kenneth Gilbert, claveciniste et pédagogue québécois († 15 / 16 avril 2020).
- 1932 : Grace Alele-Williams, mathématicienne nigériane.
- 1934 : Nobuyuki Aihara, gymnaste japonais, double champion olympique († 16 juillet 2013).
- 1936 :
  - Elisabeth Kopp, femme politique suisse, conseillère fédérale de 1984 à 1989.
  - Jean O'Neil, romancier, dramaturge, critique et journaliste québécois.
- 1938 : 
  - Neil Connery (Neil Niren Connery), frère cadet de l'acteur Sean Connery, comme lui Écossais, mais aux plusieurs métiers dont plâtrier, voire au cinéma dans l'ombre de son aîné († 9 mai 2021).
  - Liv Ullmann, actrice, réalisatrice et scénariste norvégienne.
- 1939 : Wayne Connelly, hockeyeur professionnel canadien.
- 1944 (quantième de date approximatif) : N!xau (ou G!kau ; nom de naissance : Gcao Coma), fermier, éleveur nomade bochiman (bushman) du Kalahari, devenu acteur namibien (Les dieux sont tombés sur la tête, et ses suites)  († 1er juillet 2003 ou 5 juillet 2003).
- 1945 : Anthony Christopher « Tony » Hicks, guitariste et chanteur anglais du groupe The Hollies.
- 1946 :
  - Göran Bror Benny Andersson, chanteur et compositeur suédois du groupe ABBA.
  - Charles Dennis, acteur, scénariste et réalisateur canadien.
  - Trevor Pinnock, claveciniste et chef d’orchestre britannique.
- 1947 :
  - Harry Bernard « Ben » Cross, acteur britannique († 18 août 2020).
  - André Gaudette, hockeyeur professionnel québécois.
- 1949 : William « Billy » Frederick Gibbons, guitariste américain du groupe ZZ Top.
- 1953 : Héctor Timerman, journaliste, militant des droits de l'homme, diplomate et homme politique argentin († 30 décembre 2018).
- 1954 : Joslyn Hoyte-Smith, athlète britannique.
- 1956 : Catherine Jacob, actrice française.
- 1957 : Monique Spaziani, actrice québécoise.
- 1958 : Jeffrey Alan « Jeff » Ruland, entraîneur de basket-ball américain.
  - Wolfgang Pissors, acteur franco-allemand.
- 1959 : Iouri Chevtsov, joueur et entraîneur de handball biélorusse, champion olympique.
- 1961 : Shane Black, acteur, scénariste et réalisateur américain.
- 1962 :
  - Maruschka Detmers, actrice néerlandaise.
  - Liane Foly (Éliane Falliex dite), chanteuse et imitatrice française.
  - Anne Le Ny, actrice, scénariste et réalisatrice française.
  - Charles « Charly » Mottet, coureur cycliste français.
- 1963 : Benjamin Bratt, acteur américain.
- 1964 :
  - Heike Drechsler, athlète allemande.
- 1965 : Park Si-hun, boxeur sud-coréen, champion olympique.
- 1967 :
  - Donovan Bailey, athlète canadien, d'origine jamaïcaine.
  - Miranda Otto, actrice australienne.
- 1966 : Isabelle van Keulen, violoniste et altiste néerlandaise.
- 1968 : Yannick Alléno, chef cuisinier français.
- 1969 : 
  - Kent Hehr, homme politique canadien.
  - Michelle Smith, nageuse irlandaise, triple championne olympique.
- 1970 : Daniel Cosgrove, acteur américain.
- 1972 :
  - Angela Bloomfield, actrice néo-zélandaise.
  - Nicole Haislett, nageuse américaine, triple championne olympique.
  - Paul Leyden, acteur australien.
- 1973 : Mariza (Marisa dos Reis Nunes dite), chanteuse de fado portugaise.
- 1975 : Frédérique Jossinet, judokate française.
- 1976 : Colin Niel, écrivain français.
- 1977 : Éric Bélanger, hockeyeur professionnel québécois.
- 1979 :
  - Trevor Immelman, golfeur sud-africain.
  - Flo Rida (Tramar Lacel Dillard dit), chanteur américain.
- 1982 : Adèle Van Reeth, philosophe, journaliste, critique et animatrice française de radio et de télévision.
- 1984 : Theo James (Theodore Taptiklis dit), acteur et musicien britannique.
- 1986 : Alcides Escobar, joueur de baseball vénézuélien.
- 1987 : Michael Weber, hockeyeur professionnel américain.
- 1988 :
  - Mats Hummels, footballeur international allemand.
  - Anna Popplewell, actrice britannique.
- 1989 : Mikkel Bødker, hockeyeur professionnel danois.
- 1997 : Rashmita Minz, joueuse indienne de hockey sur gazon.

## Décès

### VIIIesiècle
- 714 : Pépin de Herstal, ou Pépin le Jeune, maire du palais d'Austrasie, ancêtre de Charles Martel, Pépin le Bref, Charlemagne, et autres pépinides et Carolingiens, près de Liège et Aix-la-Chapelle (° vers 645).

### IXesiècle
- 875 : Adon de Vienne, saint chrétien, archevêque de Vienne, de 860 à 875 (° 800).

### XIIesiècle
- 1150 : Raynaud de Bar-sur-Seine, abbé de Cîteaux, de 1134 à 1150 (° date inconnue).

### XIIIesiècle
- 1228 : Béatrice d'Albon, comtesse du Viennois, d'Albon, et de Grenoble (° 1161).

### XIVesiècle
- 1325 : Charles de France/de Valois, comte de Valois, d'Alençon, du Perche, de Chartres, d'Anjou et du Maine, frère de Philippe IV le Bel (° 12 mars 1270).

### XVIesiècle
- 1515 : Afonso de Albuquerque, amiral portugais (° 1453).
- 1598 : Yi Sun-sin (이순신), amiral coréen (° 28 avril 1545).

### XVIIesiècle
- 1672 : Jean II Casimir Vasa, roi de Pologne, de 1648 à 1668 (° 22 mars 1609).

### XVIIIesiècle
- 1794 : Jean-Baptiste Carrier, homme politique français dit le bourreau de Nantes, guillotiné place de Grève à Paris (° 16 mars 1756).
- 1798 : Thomas Pennant, amateur d'antiquités et naturaliste britannique (° 14 juin 1726).

### XIXesiècle
- 1809 : Antoine-François Fourcroy, chimiste français (° 15 juin 1755).
- 1859 : Wilhelm Grimm, écrivain allemand co-auteur de contes avec son frère (° 24 février 1786).
- 1897 : Alphonse Daudet, romancier et conteur français (° 13 mai 1840).

### XXesiècle
- 1913 : Mariano Rampolla del Tindaro, cardinal italien, secrétaire d'État du Vatican (° 17 août 1843).
- 1916 : Grigori Raspoutine (Григорий Ефимович Распутин), mystique russe influent auprès du dernier tsar et de sa famille (° 22 janvier 1869).
- 1921 : Camille Saint-Saëns, compositeur et musicien français (° 9 octobre 1835).
- 1922 : Éliézer Ben-Yehoudah, journaliste et philologue biélorusso-israélien, fondateur de l'hébreu moderne (° 7 janvier 1858).
- 1935 : Percy Carlyle Gilchrist, chimiste et métallurgiste britannique (° 27 décembre 1851).
- 1945 : Giovanni Agnelli, industriel italien (Fiat) (° 13 août 1866).
- 1956 : Frédéric Curie, résistant français (° 20 février 1906).
- 1965 : William Somerset Maugham, romancier et dramaturge britannique (° 25 janvier 1874).
- 1976 : Réal Caouette, homme politique canadien, fondateur du mouvement créditiste québécois (° 26 septembre 1917).
- 1980 :
  - Laure Diana, actrice française (° 6 février 1897).
  - Jan Fethke (Jean Forge dit), écrivain espérantophone et scénariste polono-allemand (° 26 février 1903).
  - « Colonel » Harland Sanders, restaurateur et homme d'affaires américain, fondateur de la chaîne de restauration KFC (° 9 septembre 1890).
- 1982 : Colin Chapman, ingénieur et homme d'affaires britannique, fondateur de la marque de voitures de sport Lotus (° 19 mai 1928).
- 1983 : Robert Tatin, peintre, sculpteur, architecte et céramiste français ès art naïf / brut à l'origine du musée Robert-Tatin de Cossé-le-Vivien (° 9 janvier 1902).
- 1985 :
  - Constantino Paul Castellano, mafieux américain (° 20 juin 1915).
  - Robert George « Red » Hamill, hockeyeur professionnel canadien (° 17 janvier 1917).
- 1988 :
  - Walter « Babe » Pratt, hockeyeur sur glace canadien (° 7 janvier 1916).
  - Sylvester (Sylvester James dit), chanteur de disco américain (°6 septembre 1947).
- 1989 :
  - Silvana Mangano, actrice italienne (° 21 avril 1930).
  - Lee Van Cleef (Clarence LeRoy Van Cleef Jr dit), acteur américain (° 9 janvier 1925).
- 1993 : Moses Gunn, acteur américain (° 2 octobre 1929).
- 1997 : Nicolette Larson, chanteuse américaine (° 17 juillet 1952).

### XXIesiècle
- 2001 : Stefan Heym (Helmut Flieg dit), écrivain allemand (° 10 avril 1913).
- 2003 : 
  - Jean Cornec, avocat français (° 7 mai 1919).
  - Robert Stanfield, homme politique canadien, Premier ministre de la Nouvelle-Écosse de 1956 à 1967 (° 11 avril 1914).
  - Gary Stewart, auteur-compositeur-interprètre américain (° 28 mai 1944).
- 2004 : 
  - Babkin Hairabedian, footballeur français (° 22 février 1931).
  - Agnès Martin, peintre américaine (° 22 mars 1912).
  - Mahmoud Messadi (محمود المسعدي), écrivain et homme politique tunisien (° 28 janvier 1911).
- 2005 : 
  - Mohamed Ousfour, réalisateur marocain (° ? 1926).
  - John Spencer (John Speshock dit), acteur américain (° 20 décembre 1946).
- 2006 : Pnina Salzman, pianiste israélienne (° 24 février 1922).
- 2007 : 
  - Zbigniew Brzeziński, politologue polonais puis américain (° 28 mars 1928).
  - Daniel Grayling « Dan » Fogelberg, chanteur, guitariste et compositeur américain (° 13 août 1951).
  - Harald Genzmer, compositeur allemand (° 9 février 1909).
  - Serge Vinçon, homme politique français (° 17 juin 1949).
- 2008 : Sam Bottoms, acteur et producteur américain (° 17 octobre 1955).
- 2009 :
  - Abdelhadi Boutaleb, homme politique marocain (° 23 décembre 1923).
  - Roy Edward Disney, producteur américain (° 10 janvier 1930).
  - Iegor Gaïdar, économiste et homme politique soviétique puis russe (° 19 mars 1956).
  - Vladimir Tourtchinski, culturiste soviétique puis russe (° 28 septembre 1963).
  - Manto Tshabalala-Msimang, femme politique sud-africaine (° 9 octobre 1940).
- 2010 : Sterling Lyon, homme politique canadien, Premier ministre du Manitoba de 1977 à 1981 (° 30 janvier 1927).
- 2011 : Nicol Williamson, acteur britannique (° 14 septembre 1938).
- 2012 : Laurier LaPierre, animateur de télévision, auteur, homme politique et éditeur canadien (° 21 novembre 1929).
- 2013 : Ray Price, chanteur et compositeur américain de musique country (° 12 janvier 1926).
- 2016 : Faïna Melnyk (Фаїна Григорівна Мельник), athlète de lancers de disque soviétique puis russe (° 9 juin 1945).
- 2017 : Robert George Wilmers, banquier milliardaire américain (° 20 avril 1934).
- 2023 :
  - Nawaf al-Ahmad al-Jaber al-Sabah, homme d'État koweïtien, émir du Koweït (° 25 juin 1937).
  - Francis Eustace Baker, homme politique britannique (° 19 avril 1933).
  - Colin Burgess, musicien australien (° 16 novembre 1946).
  - Radhi Daghfous, historien et universitaire tunisien (° 10 avril 1948).
  - Rolando Garbey, boxeur et entraîneur cubain (° 19 novembre 1947).
  - Richard Hunt, sculpteur américain (° 12 septembre 1935).
- 2024 :
  - Jean-Pierre Sabard, auteur-compositeur français (° 14 septembre 1933).
  - Henri Simon, militant marxiste français (° 25 novembre 1922).
  - Jānis Timma, basketteur letton (° 2 juillet 1992).
  - Dick Van Arsdale, basketteur puis entraîneur américain (° 22 février 1943).
  - Wittekind de Waldeck-Pyrmont, prince et forestier allemand (° 9 mars 1936).

## Célébrations

### Internationales et nationales
- Afrique du Sud : Day of Reconciliation (en) /« jour de la réconciliation » entré en vigueur en 1994 après la fin de l'apartheid avec l'intention de favoriser la réconciliation et l'unité nationales.
- Bahreïn : fête nationale.
- Bangladesh : victory day (en) / « jour de la victoire ».
- Kazakhstan : fête nationale.

### Saints des Églises chrétiennes

#### Saints des Églises catholiques et orthodoxes
Saints des Églises catholiques et orthodoxes :
- Adélaïde de Bourgogne († 999) — ou « Adelaïde du Saint-Empire », « Alice de Seltz » —, reine d'Italie, reine d'Allemagne, et première des impératrices du Saint-Empire romain germanique, par son mariage avec Othon Ier.
- Adon de Vienne († 875), moine bénédictin, chassé de son monastère de Trèves, qui devint évêque de Vienne, en Dauphiné, et rédigea l'un des premiers martyrium.
- Aggée (VIe siècle av. J.-C.) /חַגַּי qui signifierait "festif" en hébreu, dixième des douze petits prophètes de la Bible hébraïque ou Ancien Testament contemporain de son confrère Zacharie, ayant prophétisé vers -521/-520 à l'origine du livre d'Aggée, mentionné dans celui d'Esdras et fêté aussi les 4 juillet en Occident.
- Albine († 250), martyre.
- Bean († ?), Ermite.
- Evrard († 869), noble fondateur de monastère.
- Hildeman de Beauvais († 844) — ou « Hildemann », « Adelmann » —, évêque
- Irénion de Gaza († 391), évêque.
- Macaire de Collesano († 1005), moine.
- Marin de Rome (IIIe siècle), martyr.
- Memnon d'Ephèse (Ve siècle), évêque.
- Nicolas Chrysoberges († 996), évêque.

#### Saints et bienheureux des Églises catholiques
Saints et bienheureux des Églises catholiques :
- Bernard de Portes († 1152), bienheureux évêque.
- Clément Marchisio († 1903), bienheureux prêtre italien fondateur de congrégation.
- Honoré de Biała Podlaska († 1916), bienheureux prêtre polonais.
- Jean Wauthier († 1967), bienheureux prêtre français mort martyr.
- Marie des Anges († 1717), bienheureuse carmélite italienne.
- Philippe Siphong Onphitak († 1940), bienheureux martyr thaïlandais.
- Raynaud de Bar († 1151), bienheureux moine cistercien français.
- Sébastien Maggi († 1494), bienheureux religieux dominicain italien.

#### Saints orthodoxes du jour(aux dates parfois"juliennes"/ orientales)
Saints des Églises orthodoxes du jour :
- Sophie de Moscou († 1542), noble devenue moniale.
- Théophanô Martinakia († 893), impératrice byzantine devenue moniale.

### Prénoms du jour
Bonne fête aux Adélaïde et ses variantes ou dérivés : Adelheid, Adélide, Alice, Alida, Allais, Heidi (en), Lila, Li(l)lie, Lil(l)y (voire Adèle les 24 décembre ; Adeline et variantes les 20 octobre, Alix les 9 janvier ; Alex(andra) les 22 avril etc.).
Et aussi aux :
- Adon voire son variant Adonis.
- Aux Aggée / חַגַּי voire Aggie, Festif.

## Traditions et superstitions

### Dictons
- « Quand il pleut à la Sainte-Alice, c'est souvent comme une vache qui pisse. »[5]

### Astrologie
Signe du zodiaque : 24e jour du Sagittaire.

## Toponymie
- Les noms de plusieurs voies, places, sites ou édifices de pays ou régions francophones contiennent cette date sous diverses graphies : voir Seize-Décembre .